# Luchthaven Bangoka Internationaal
Luchthaven Bangoka Internationaal (IATA: FKI, ICAO: FZIC) is een luchthaven in Kisangani, Congo-Kinshasa.

## Luchtvaartmaatschappijen en Bestemmingen
- Congo Airways - Goma, Kindu, Kinshasa
- Compagnie Africaine d'Aviation - Goma, Kindu, Kinshasa
- Hewa Bora Airways - Kinshasa, Mbuji-Mayi
- Kenya Airways - Nairobi
- Wimbi Dira Airways - Goma, Isiro, Kindu, Kinshasa